# ابن عون دمشقی
ابراهیم طیبی شاغوری با کُنیهٔ ابواسحاق، لقب‌گرفته به برهان‌الدین و شهرت‌یافته به ابن عَون دمشقی (۱۴۵۱–۱۵۱۰) (نسب: ابراهیم بن محمد بن سلیمان بن عَون) فقیه حنفی و مفتی شامی بود. در شام، مصر و بیت‌المقدس فقه فراگرفت. مجمومه فتاوای خود را در جزوه‌های گردآورد و آن را النفحات الأزهریة فی الفتاوی العونیة نامید. شرح الأجرومیة در نحو و مناسک الشاغوری از آثار اوست.